# Metropolitan Borough of Solihull
Metropolitan Borough of Solihull är ett storstadsdistrikt (kommun) i grevskapet West Midlands i England,  Storbritannien. Distriktet har 217 678 invånare (2022)
Förutom huvudorten Solihull omfattar distriktet även några av Birminghams östra förorter, orten  Knowle,  Birmingham International Airport samt landsbygden mellan Birmingham och Coventry. 
Staden Solihull ingår inte i någon civil parish. Resten av distriktet består av 16 civil parishes: Balsall, Barston, Berkswell, Bickenhill,  Castle Bromwich,  Chadwick End, Chelmsley Wood, Cheswick Green, Dickens Heath, Fordbridge, Hampton in Arden, Hockley Heath, Kingshurst, Meriden, Smith's Wood och Tidbury Green.